# Europese jongerenontmoeting Taizé Rotterdam
De Europese jongerenontmoeting Taizé Rotterdam (ook wel: Taizé aan de Maas) was een ontmoeting tussen circa 25 duizend Europese jongeren rond de geloofsgemeenschap Taizé. De jongerenontmoeting werd gehouden in Rotterdam van 28 december 2010 t/m 1 januari 2011 en het was de 33e jongerenontmoeting van Taizé.

## Locaties
De hoofdlocatie van alle activiteiten waren de AHOY-hallen aan het Zuidplein. Daar kwamen de jongeren dagelijks samen om gemeenschappelijk te eten, te zingen en te bidden. Dagelijks werden er verschillende workshops georganiseerd. Deze workshops werden niet alleen gehouden in de AHOY-hallen, maar ook in Rotterdam-Zuid, Delfshaven en Rotterdam-Centrum. Er was ook een klein aantal workshops in Kralingen, Crooswijk, Ommoord en Blijdorp.

## Media
Het evenement kreeg media-aandacht van de EO die, in samenwerking met de RKK, dagelijks tussen 17:05 en 17:30 het programma Taizé aan de Maas uitzond. Ook de regionale omroep RTV Rijnmond besteedde er tijdens nieuwsuitzendingen aandacht aan.